# Kubischer Graph
Ein einfacher Graph heißt in der Graphentheorie kubisch oder 3-regulär, falls alle seine Knoten den Grad 3 besitzen. Kubische Graphen sind damit reguläre Graphen. Da 1-reguläre Graphen lediglich eine Paarung darstellen und 2-reguläre Graphen in disjunkte Zyklen zerfallen, sind kubische Graphen sogesehen die einfachsten nichttrivialen Fälle regulärer Graphen.

## Anzahl kubischer Graphen
Da die Summe der Knotengrade in einfachen Graphen immer gerade sein muss, besitzen kubische Graphen immer gerade Knotenanzahl.
| n  | # Zusammenhängende kubische Graphen mit n Knoten | # Kubische Graphen mit n Knoten |
| -- | ------------------------------------------------ | ------------------------------- |
| 2  | 0                                                | 0                               |
| 4  | 1                                                | 1                               |
| 6  | 2                                                | 2                               |
| 8  | 5                                                | 6                               |
| 10 | 19                                               | 21                              |
| 12 | 85                                               | 94                              |

## Beispiele

Der vollständige Graph {\displaystyle K_{4}} ist der einzige kubische Graph mit 4 Knoten.
Ein kubischen Graph mit 6 Knoten.
Der Petersen-Graph als Beispiel für einen kubischen Graphen.